# 다테노 지요리
다테노 지요리(일본어: 立野 千代里, 1970년 6월 25일~)는 일본의 전직 유도 선수로 1992년 하계 올림픽에서 여자 라이트급 동메달을 획득했다. 결혼 후에는 성을 마스치(일본어: 増地)로 바꿨다.